# ラブライブ! μ's First LoveLive!
『ラブライブ！ μ's First LoveLive!』（ラブライブ ミューズ ファースト ラブライブ）は、2012年11月21日に発売されたμ'sの映像作品。2012年2月19日に横浜BLITZにて開催された「ラブライブ！ μ'ｓ First LoveLive!」の演目を収録。メディアはBlu-ray (LABX-8021/2) とDVD (LABM-7103/4) で、Blu-rayにのみ外箱が付属する。

## 概要
μ'sにとって初の映像作品。ライブ中に上演されたドラマパートも特典として収められている。
初回版限定で「μ'sの1st Live直前 意気込みメッセージ入り特製ラージサイズLoveca」を封入。内容はBlu-rayとDVDで異なる。なお、本ソフト以降カードに付与されるポイントが従来の「Loveca」から新サービスの「Loveca+」に切り替わった。
アニメイト・ゲーマーズ・とらのあな・ソフマップ・HMV・タワーレコードの各店舗ではBlu-rayにのみ購入者特典が付録する。
本ソフトの発売を記念して、AKIHABARAゲーマーズ本店にて衣装展が開催された。期間は2012年11月20日から12月9日まで。また11月24日には、「ラブライ部員とμ'sの課外活動 第14回 μ's First LoveLive! Blu-ray Disc 開封式 & 生鑑賞オーディオコメンタリー大会」が実施された。
初動売上こそ2000枚程度ではあったが、その後はロングヒットし続け、2015年3月2日付の週間Blu-rayランキングで100週に到達。音楽Blu-rayランキングの集計開始後、初の100週突破を果たした作品となった。
2016年1月17日に「μ'sありがとうProject 〜Road to μ'sic Forever〜」の劇場スペシャル上映が全国の劇場で開催され、サイリウムの持ち込みや声を出しての鑑賞などが可能なスペシャルステージとして行なわれた。入場者特典としてμ'sありがとうProject劇場スペシャル上映描き下ろし色紙が配布された。

## 収録曲
Disc1
1. 僕らのLIVE 君とのLIFE
  - 歌：μ'ｓ

2. MC1
3. Mermaid festa vol.1
  - 歌：μ'ｓ

4. 夏色えがおで1,2,Jump!
  - 歌：μ'ｓ

5. ダイヤモンドプリンセスの憂鬱
  - 歌：BiBi

6. MC (BiBi)
7. ラブノベルス
  - 歌：BiBi

8. Love marginal
  - 歌：Printemps

9. sweet&sweet holiday
  - 歌：Printemps

10. MC (Printemps)
11. もうひとりじゃないよ
  - 歌：高坂穂乃果（新田恵海）

12. スピカテリブル
  - 歌：南ことり（内田彩）

13. 私たちは未来の花
  - 歌：園田海未（三森すずこ）

14. MC (lily white)
15. 知らないLove＊教えてLove
  - 歌：lily white

16. あ・の・ね・が・ん・ば・れ！
  - 歌：lily white

17. MC2
18. もぎゅっと"love"で接近中！
  - 歌：μ'ｓ

19. baby maybe 恋のボタン
  - 歌：μ'ｓ

20. MC3
21. Snow halation
  - 歌：μ'ｓ

Disc2 〜Encore〜
1. 友情ノーチェンジ
  - 歌：μ'ｓ

2. MC4
3. 愛してるばんざーい！
  - 歌：μ'ｓ

4. MC5
5. 僕らのLIVE 君とのLIFE〜Finale
  - 歌：μ'ｓ

映像特典
1. オープニング映像
2. ライブドラマ「プロローグ 〜ライブをはじめよう！〜」
3. ライブドラマ「レッスン開始！」
4. ライブドラマ「そして −ライブ当日！」
5. ライブドラマ「アンコール！アンコール！」